# Пам'ятник Імадеддіну Насімі (Київ)
Пам'ятник Імадеддіну Насімі — пам'ятник азербайджанському поету Імадеддіну Насімі, який жив у XIV – XV століттях, споруджений у 2019 році в Києві. 

## Історія
24 травня 2019 року в одному із парків Києва відбулася церемонія відкриття пам'ятника, спорудженого з ініціативи Посольства Азербайджану в Україні. У заході, поряд із представниками дипломатичного корпусу, азербайджанської громади та місцевих засобів масової інформації, брали участь також голова Виконавчої влади Баку Ельдар Азізов та мер Києва Віталій Кличко. Автором монумента є народний художник України, відомий скульптор Гурбанов Сейфаддін Алі-огли.
Відкриття пам'ятника Насімі відбулося у рамках святкування Дня Києва, з нагоди сторіччя міжнародної дипломатії Азербайджану, та у рік 650-річчя народження поета.